# Финляндский 3-й стрелковый полк
3-й Финляндский стрелковый полк — пехотная воинская часть Русской императорской армии.
Старшинство — 5 ноября 1855 года.
Полковой праздник — 26 июня.
Место постоянной дислокации — г. Турку (с 1903 по 1905), г. Гельсингфорс (с 1913)
Полк - активный участник Первой мировой войны, в частности, Наступления Юго-Западного фронта 1916 г.

## Командиры
- 02.02.1879 — 15.02.1885 — полковник Гарновский Петр Иосифович
- 11.02.1898 — 1905 — полковник Менчуков Александр Александрович
- 28.05.1909 — после 31.01.1913 — полковник Ильинский Николай Георгиевич
- 06.11.1914 — 15.04.1915 — Стогов Николай Николаевич
- 01.05.1915 — 11.05.1916 — полковник Ахвердов Иван Васильевич